# Megachile rubriventris
Megachile rubriventris är en biart som beskrevs av Smith 1879. Megachile rubriventris ingår i släktet tapetserarbin, och familjen buksamlarbin. Inga underarter finns listade i Catalogue of Life.